# Торрес, Давид (футболист, 2003)
Давид Торрес Ортис (исп. David Torres Ortiz; род. 5 марта 2003, Вальядолид, Кастилия и Леон) — испанский футболист, защитник клуба «Вальядолид».

## Клубная карьера
Торрес — воспитанник клуба «Вальядолид». 22 ноября 2022 года в поединке Кубка Испании против Барбадаса Давид дебютировал за основной состав. 21 января 2023 года в матче против «Атлетико Мадрид» он дебютировал в Ла Лиге. По итогам сезона клуб вылетел из элиты, но игрок остался в команде. 10 сентября в матче против «Эльче» он дебютировал в Сегунде. 